# Đá Bạc
Đá Bạc là một xã thuộc tỉnh Cà Mau, Việt Nam.

## Địa lý
Xã Đá Bạc có vị trí địa lý:
- Phía đông giáp xã Khánh An và xã Khánh Bình
- Phía tây giáp Vịnh Thái Lan
- Phía nam giáp xã Khánh Hưng và xã Trần Văn Thời
- Phía bắc giáp xã Khánh Lâm.

Xã Đá Bạc có diện tích 211,9 km², dân số năm 2024 là 47.069 người, mật độ dân số đạt 222 người/km².

## Lịch sử
Ngày 20 tháng 9 năm 1975, Bộ Chính trị ban hành Nghị quyết số 245-NQ/TW về việc hợp nhất tỉnh Bạc Liêu, tỉnh Cà Mau và 2 huyện An Biên, Vĩnh Thuận (ngoại trừ 2 xã Đông Yên và Tây Yên) của tỉnh Rạch Giá thành một tỉnh mới, tên gọi tỉnh mới cùng với nơi đặt tỉnh lỵ sẽ do địa phương đề nghị lên.
Ngày 20 tháng 12 năm 1975, Bộ Chính trị ban hành Nghị quyết số 19/NQ về việc hợp nhất tỉnh Bạc Liêu và tỉnh Cà Mau thành một tỉnh mới, tên gọi tỉnh mới cùng với nơi đặt tỉnh lỵ sẽ do địa phương đề nghị lên.
Ngày 24 tháng 2 năm 1976, Chính phủ Cách mạng Lâm thời Cộng hòa miền Nam Việt Nam ban hành Nghị định số 3/NQ/1976 về việc hợp nhất tỉnh Bạc Liêu và tỉnh Cà Mau thành một tỉnh mới, lấy tên là tỉnh Bạc Liêu – Cà Mau. Khi đó, xã Khánh Hưng B thuộc huyện Trần Thời, tỉnh Cà Mau – Bạc Liêu.
Ngày 10 tháng 3 năm 1976, Chính phủ ban hành Nghị quyết về việc thành lập tỉnh Minh Hải trên cơ sở đổi tên tỉnh Bạc Liêu – Cà Mau. Khi đó, xã Khánh Hưng B thuộc huyện Trần Thời, tỉnh Minh Hải.
Ngày 25 tháng 7 năm 1979, Hội đồng Chính phủ ban hành Quyết định số 275-CP về việc chia xã Khánh Hưng B thuộc huyện Trần Thời thành xã Khánh Tân và xã Khánh Hưng B.
Ngày 2 tháng 2 năm 1991, Ban Tổ chức – Cán bộ của Chính phủ ban hành Quyết định số 51/QĐ-TCCP về việc thành lập xã Khánh Bình Tây trên cơ sở xã Khánh Hưng B và xã Khánh Tân.
Ngày 6 tháng 11 năm 1996, Quốc hội ban hành Nghị quyết về việc chia tỉnh Minh Hải thành tỉnh Bạc Liêu và tỉnh Cà Mau. Khi đó, xã Khánh Bình Tây thuộc huyện Trần Văn Thời, tỉnh Cà Mau.
Ngày 25 tháng 6 năm 1999, Chính phủ ban hành Nghị định số 42/1999/NĐ-CP về việc thành lập xã Khánh Bình Tây Bắc thuộc huyện Trần Văn Thời trên cơ sở có 9.864 ha diện tích tự nhiên và 17.212 người của xã Khánh Bình Tây.
Sau khi điều chỉnh địa giới hành chính, xã Khánh Bình Tây còn lại 5.436 ha diện tích tự nhiên và 13.489 người.
Ngày 7 tháng 3 năm 2016, Thủ tướng Chính phủ ban hành Quyết định số 362/QĐ-TTg về việc công nhận xã Khánh Bình Tây thuộc huyện Trần Văn Thời là xã đảo.
Ngày 31 tháng 12 năm 2020, UBND tỉnh Cà Mau ban hành Quyết định số 2542/QĐ-UBND về việc công nhận đô thị Khánh Bình Tây đạt tiêu chuẩn đô thị loại V.
Tính đến ngày 31/12/2024:
- Xã Khánh Bình Tây có 12 ấp: Cơi 4, Cơi 5A, Cơi 5B, Cơi 6A, Cơi 6B, Đá Bạc, Đá Bạc A, Đá Bạc B, Kinh Hòn, Kinh Hòn Bắc, Kinh Tám, Thời Hưng.
- Xã Khánh Bình Tây Bắc có 13 ấp: 1, 2, 3, 4, 5, Kinh Dớn, Mũi Tràm, Mũi Tràm A, Mũi Tràm B, Mũi Tràm C, Sào Lưới, Sào Lưới A, Sào Lưới B.

Ngày 12 tháng 6 năm 2025, Quốc hội ban hành Nghị quyết số 202/2025/QH15 về việc sắp xếp đơn vị hành chính cấp tỉnh (nghị quyết có hiệu lực từ ngày 12 tháng 6 năm 2025). Theo đó, sáp nhập tỉnh Bạc Liêu vào tỉnh Cà Mau.
Ngày 16 tháng 6 năm 2025, Ủy ban Thường vụ Quốc hội ban hành Nghị quyết số 1655/NQ-UBTVQH15 về việc sắp xếp các đơn vị hành chính cấp xã của tỉnh Cà Mau năm 2025 (nghị quyết có hiệu lực từ ngày 16 tháng 6 năm 2025). Theo đó, thành lập xã Đá Bạc thuộc tỉnh Cà Mau trên cơ sở toàn bộ 51,2 km² diện tích tự nhiên, quy mô dân số là 19.357 người của xã Khánh Bình Tây thuộc Huyện Trần Văn Thời (bao gồm Hòn Đá Bạc); toàn bộ 95,6 km² diện tích tự nhiên, quy mô dân số là 20.330 người của xã Khánh Bình Tây Bắc thuộc Huyện Trần Văn Thời và điều chỉnh 65,1 km² diện tích tự nhiên, quy mô dân số 7.382 người của xã Trần Hợi thuộc huyện Trần Văn Thời.
Xã Đá Bạc có 211,9 km² diện tích tự nhiên và quy mô dân số là 47.069 người.

## Văn hóa - du lịch

### Di tích
Ngày 22 tháng 6 năm 2009, Bộ Văn hóa, Thể thao và Du lịch đã ban hành Quyết định số 2245/QĐ-BVHTTDL công nhận di tích Hòn Đá Bạc – trung tâm chỉ huy kế hoạch phản gián CM12 là Di tích lịch sử quốc gia.

### Du lịch
Năm 2005, Công ty Minh Nhựt đã xây dựng Hòn Đá Bạc thành Khu Du lịch - Văn hóa và tâm linh.

## Hình ảnh

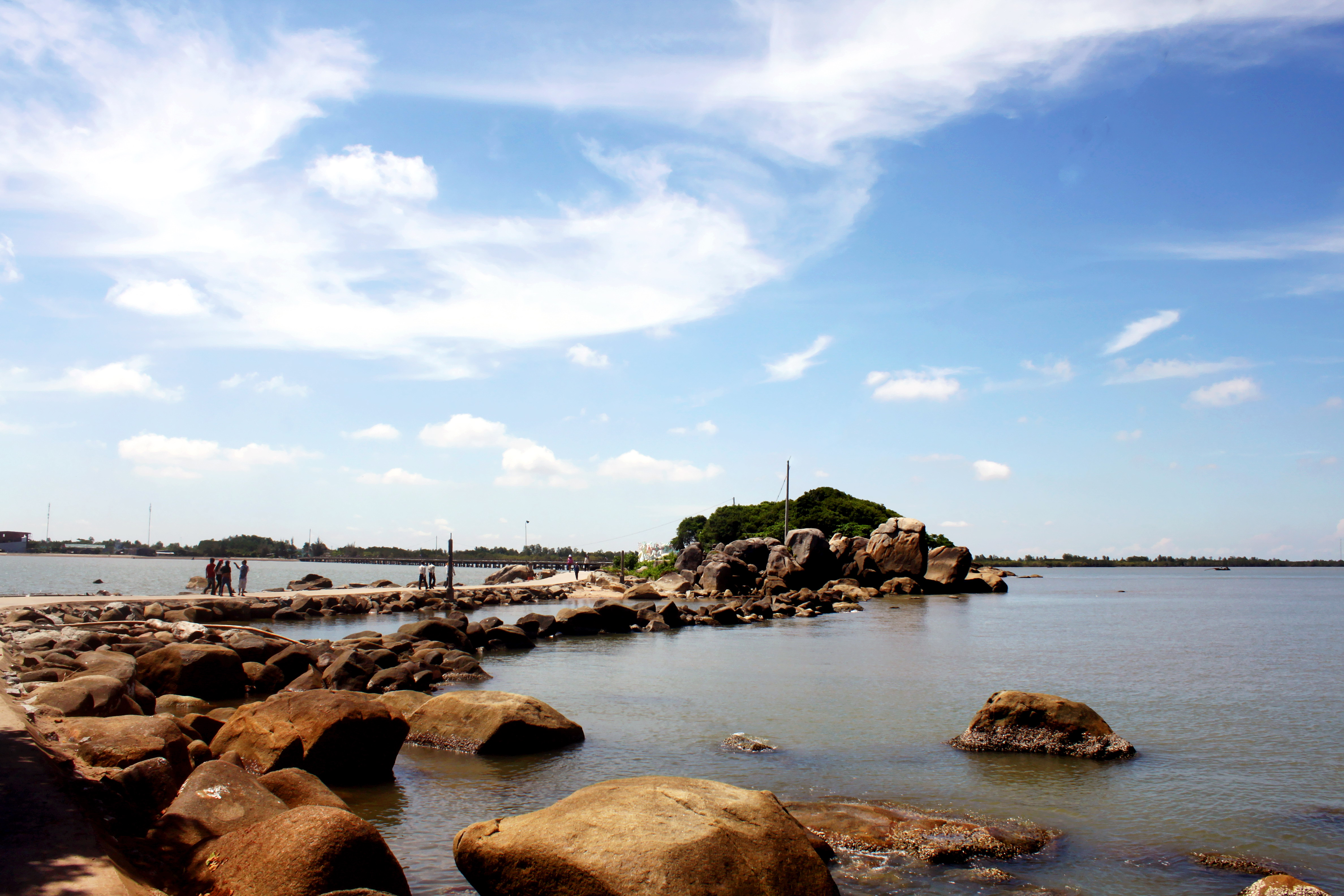
Một cảnh trong khu du lịch Hòn Đá Bạc
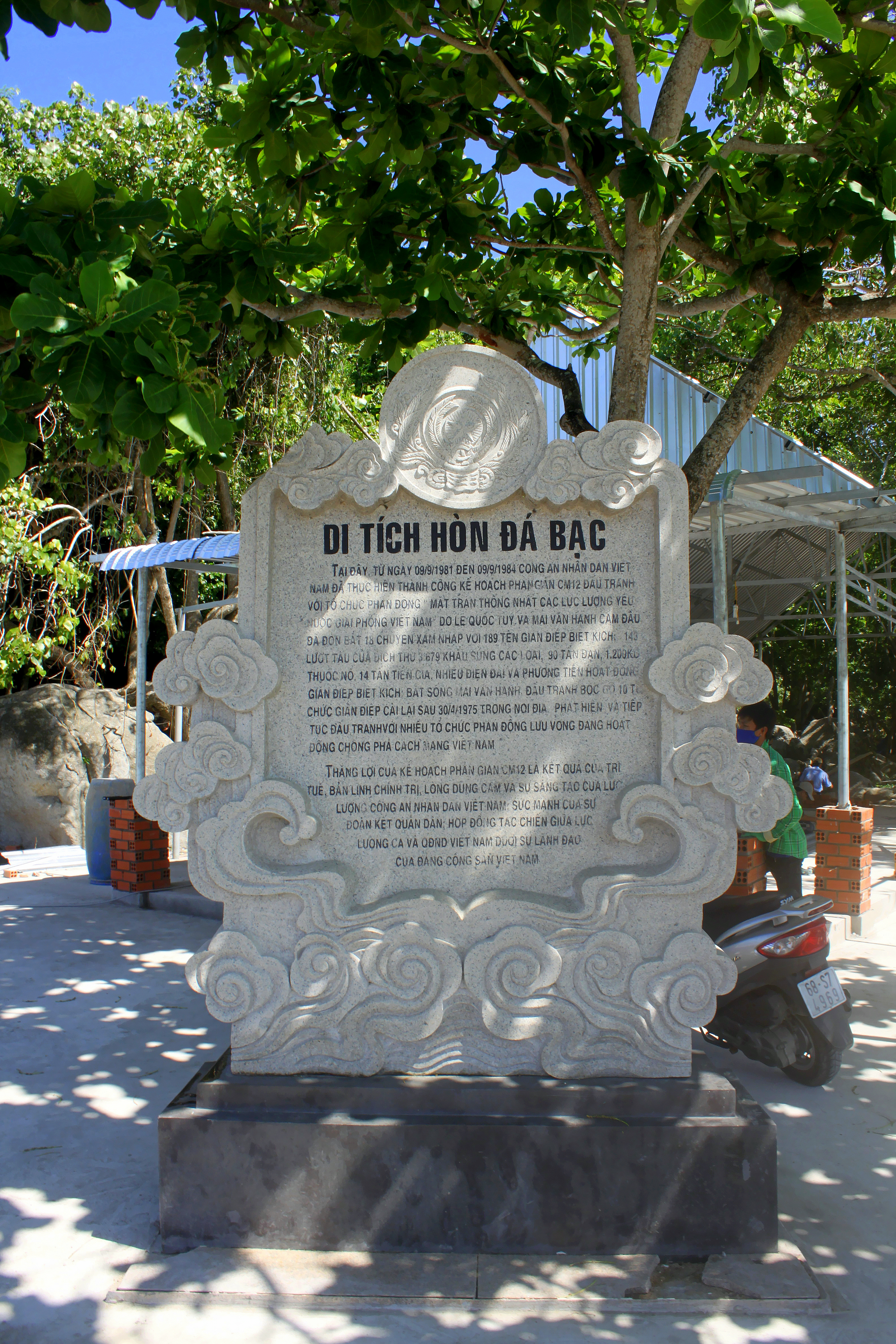
Bia di tích Hòn Đá Bạc.
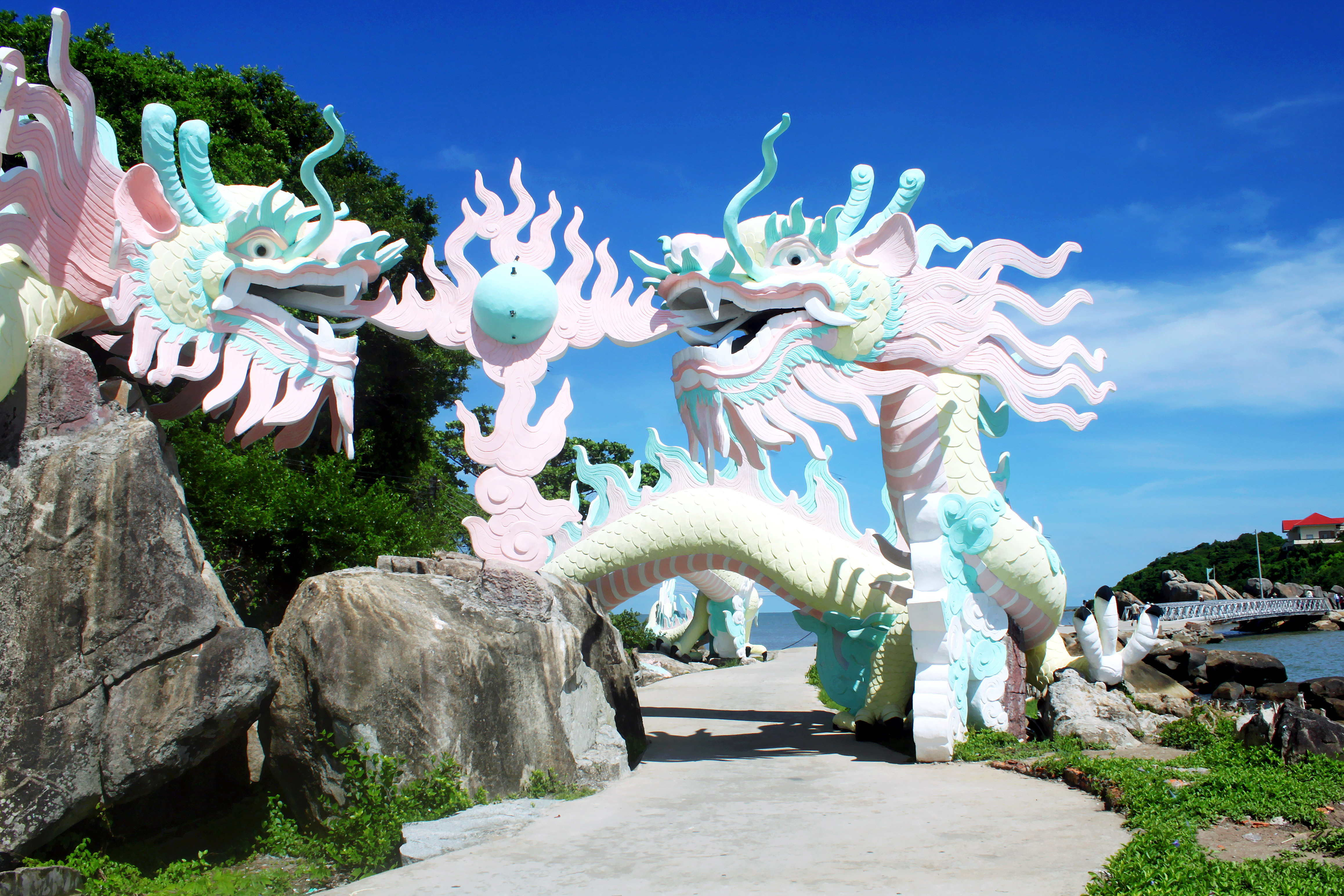
Đôi rồng cảnh được thiết kế giống như một cổng chào
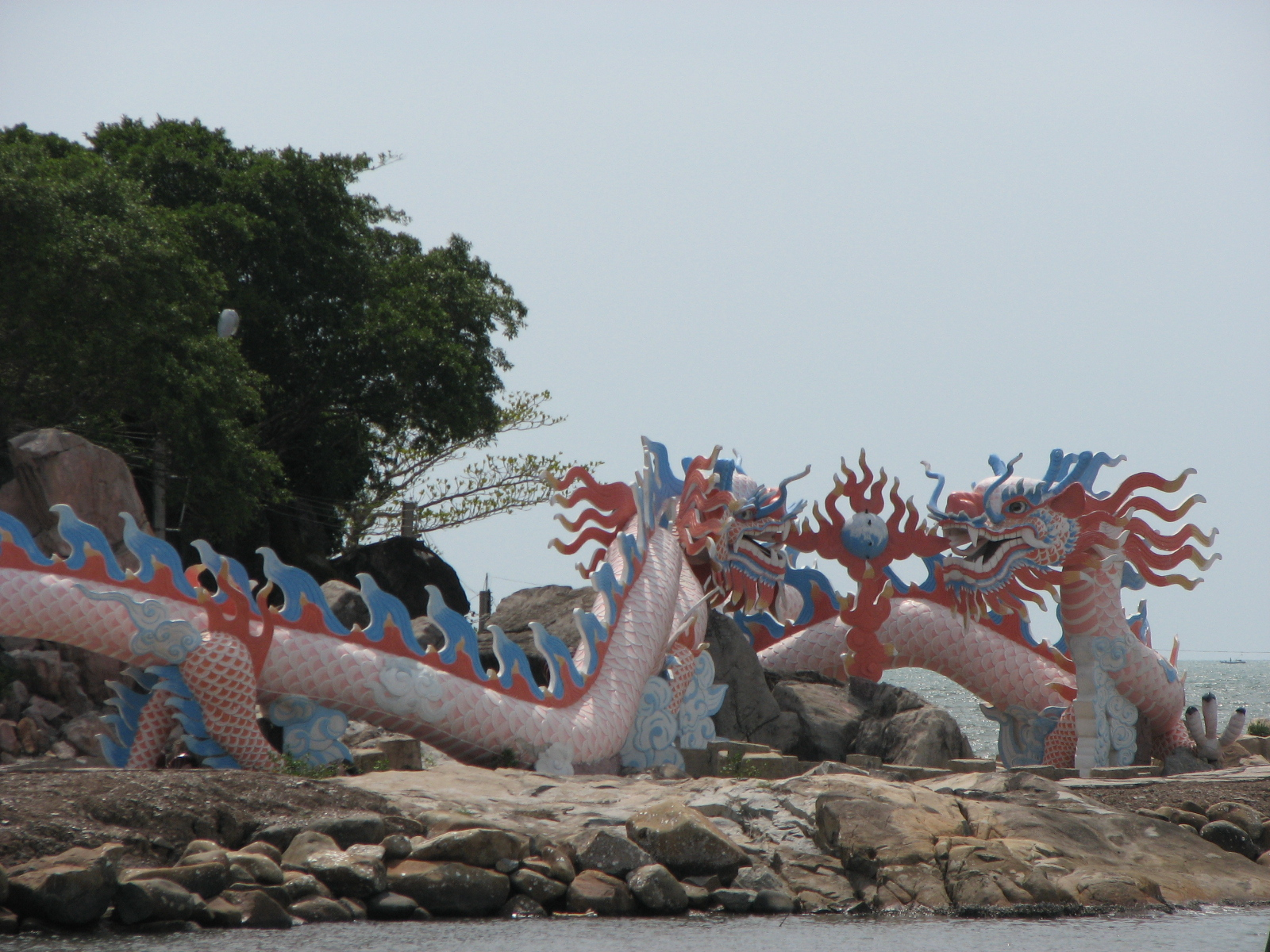
Đôi rồng cảnh làm bằng xi măng cốt sắt tại Khu du lịch Hòn Đá Bạc
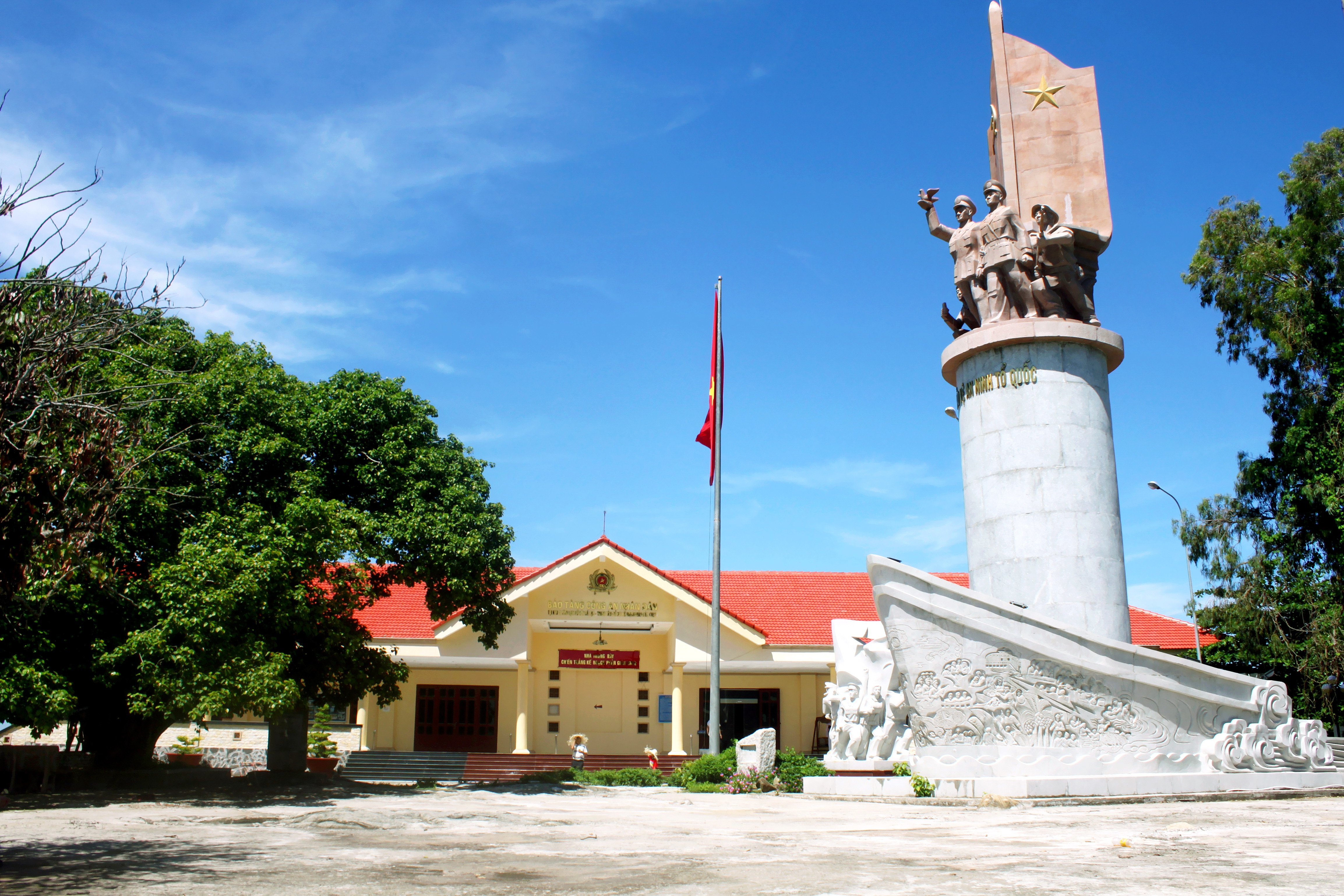
Tượng đài và nhà trưng bày chiến thắng Kế hoạch phản gián CM12
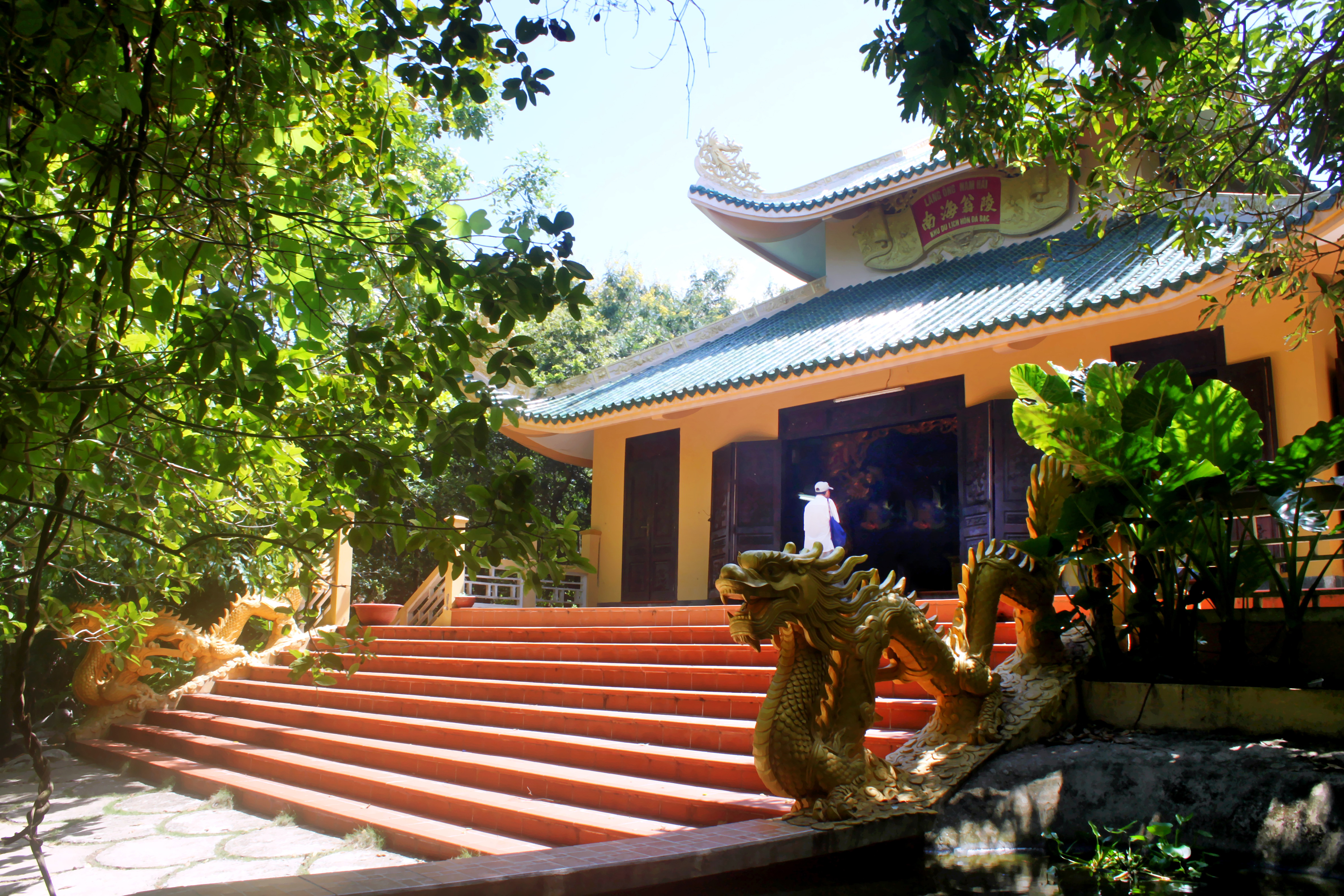
Lăng Ông Nam Hải
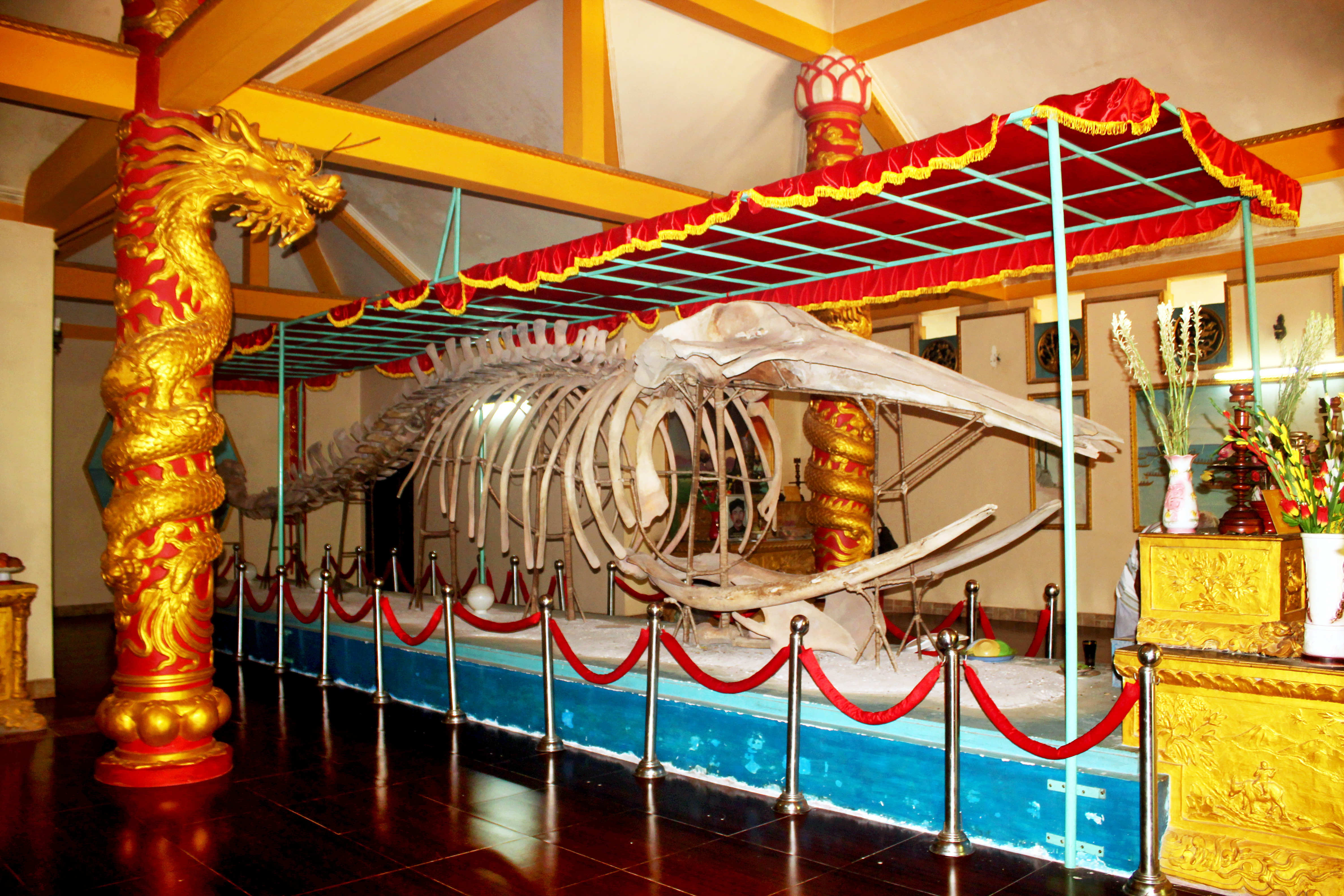
Bộ xương cá voi trong Lăng Ông Nam Hải
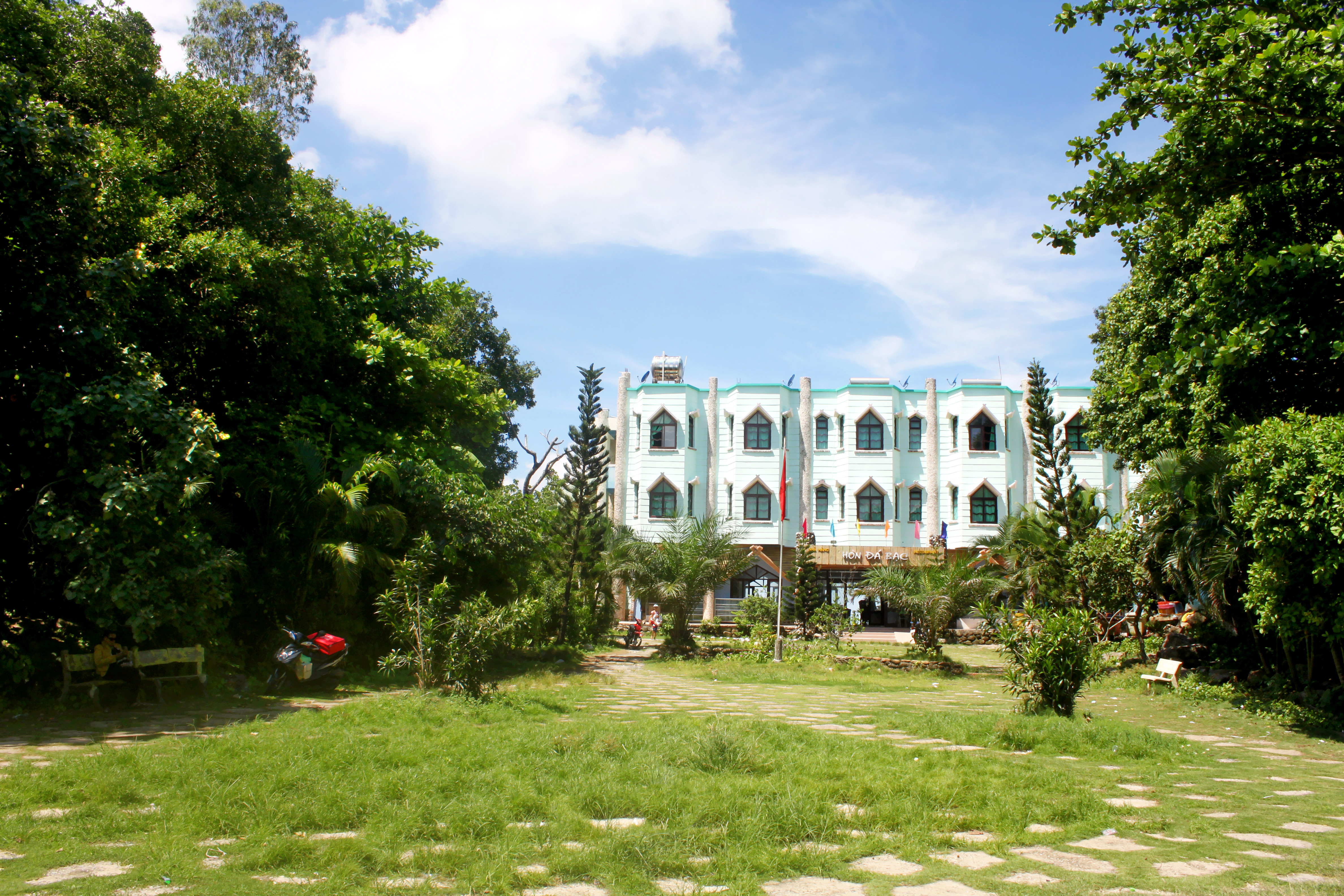
Nhà hàng và khách sạn Hòn Đá Bạc.
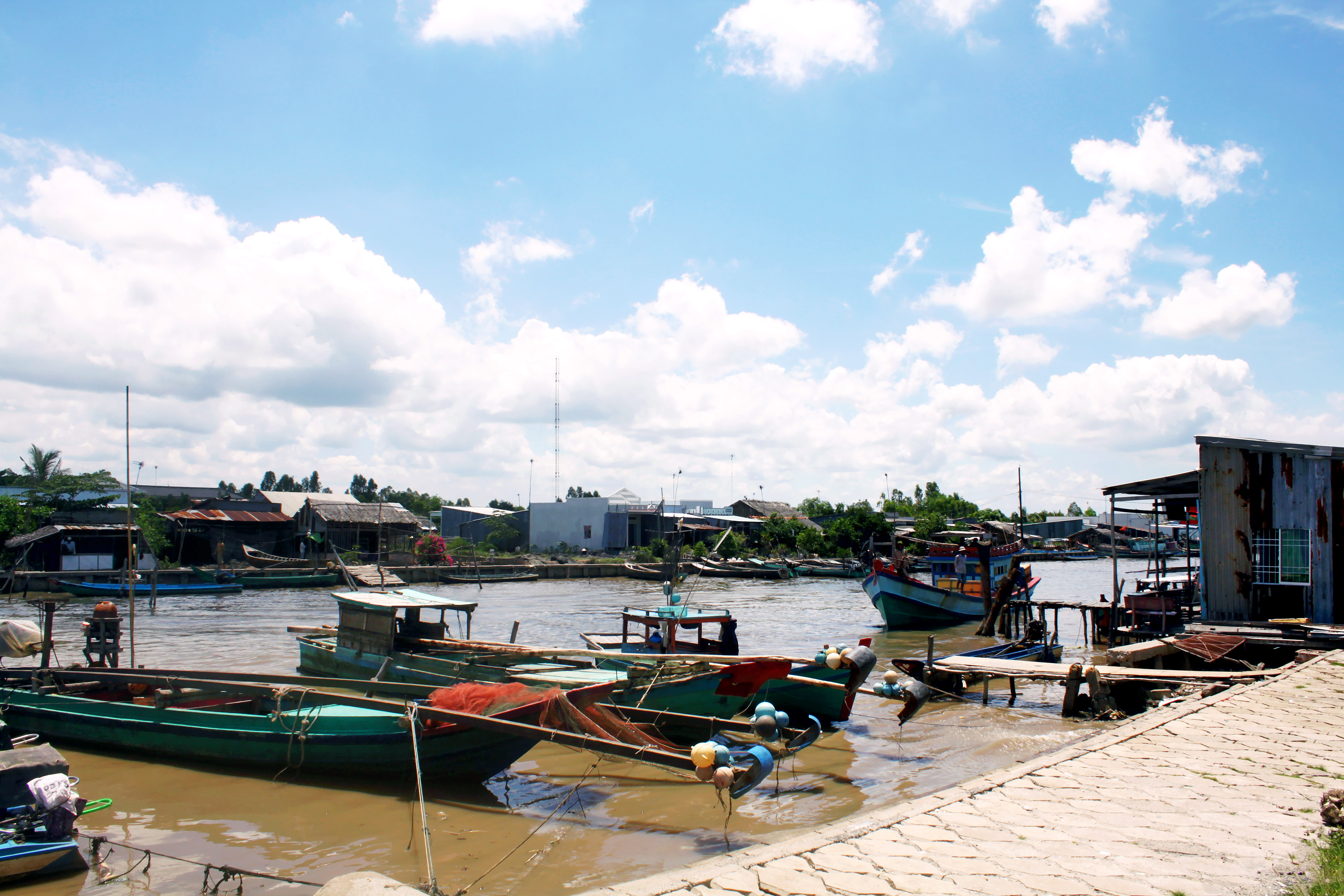
Một góc ấp Đá Bạc B (ở cạnh Khu du lịch Hòn Đá Bạc)
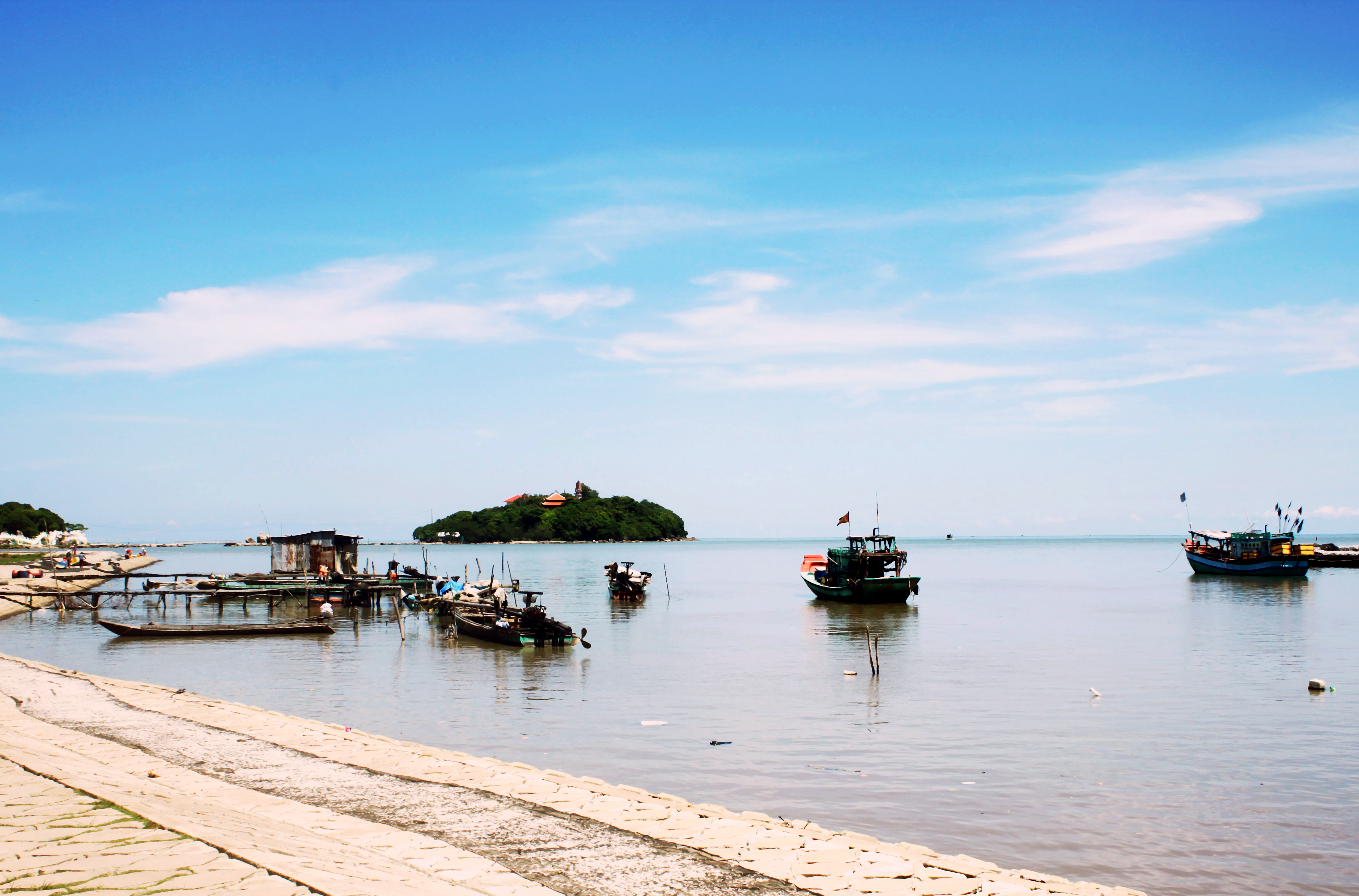
Một cảnh ở tại khu du lịch (ảnh 1)
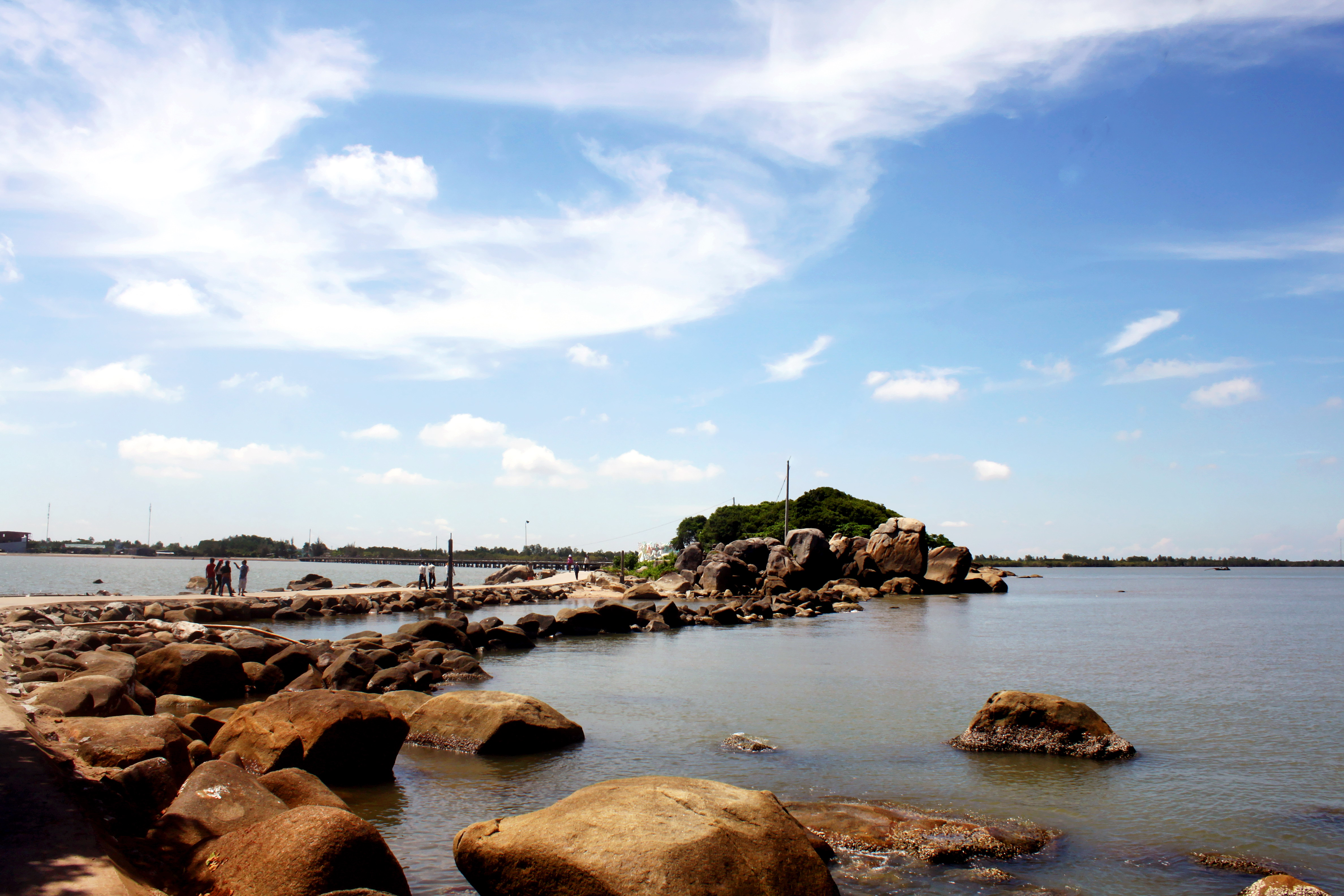
Một cảnh ở tại khu du lịch (ảnh 2)
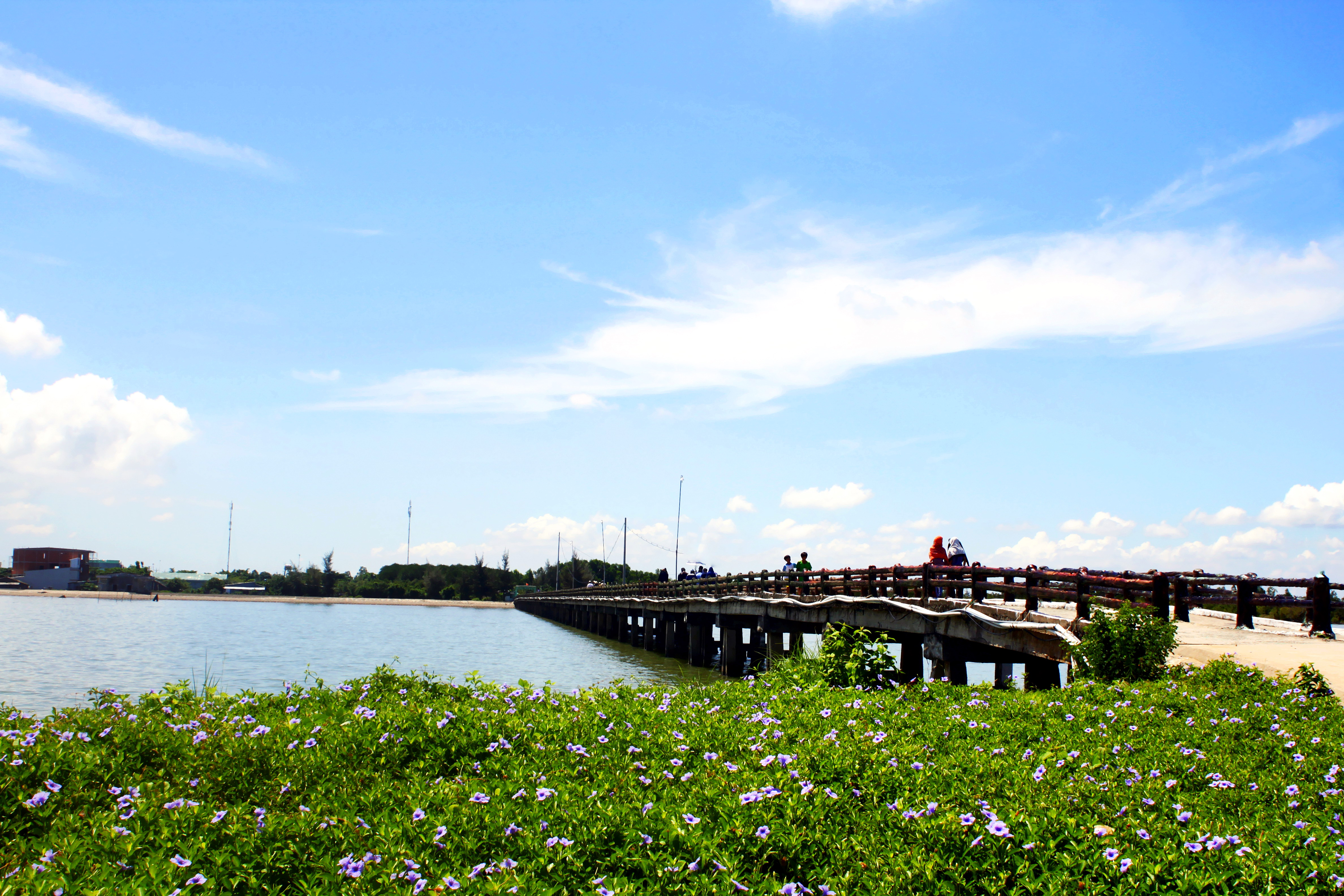
Một cảnh ở tại khu du lịch (ảnh 3)
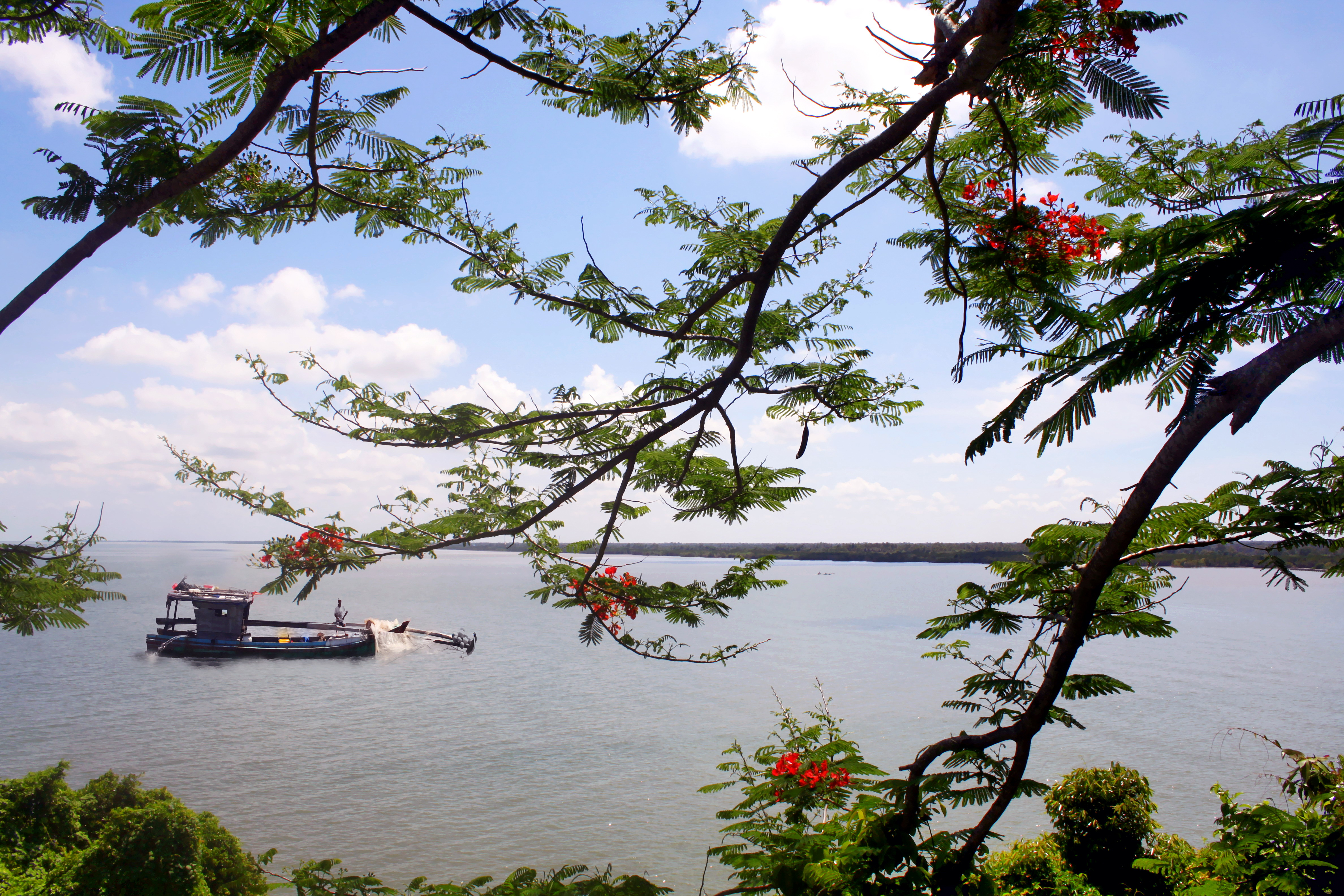
Một cảnh ở tại khu du lịch (ảnh 4)